# بهار در یک شهر کوچک
بهار در یک شهر کوچک (انگلیسی: Spring in a Small Town) فیلمی سیاه‌وسفید از سینمای چین محصول سال ۱۹۴۸ به کارگردانی فی مو است که فیلم‌سازی‌ست که برای تصویرسازی همدلانه از زنان شناخته می‌شود.